# Adrián Boccia
Adrián Héctor Boccia (Rosario, 4 luglio 1982) è un cestista argentino con cittadinanza italiana.

## Carriera
Con l'Argentina ha disputato i Campionati americani del 2013.